# Rosson
Rosson (en francès Rousson) és un municipi francès situat al departament del Gard i a la regió d'Occitània.